# Маслов, Павел Максимович
Павел Максимович Маслов (1880 — 1974) — участник Белого движения на Юге России, войсковой старшина.

## Биография
Казак станицы Кардоникской Баталпашинского отдела Кубанской области.
В Первую мировую войну вступил подхорунжим 1-го Хоперского казачьего полка. За боевые отличия был награждён Георгиевским крестом 4-й степени и произведен в прапорщики 31 января 1915 года. Удостоен Георгиевского креста 3-й степени
За то, что в период с 4 по 9 декабря 1914 года, будучи начальником разъезда, доставлял ценные сведения штабам Кавказской гренадерской и 51-й пехотной дивизий о скоплении противника на левом берегу р. Бзурына фронте от г. Брохова до р. Утрата, при попытках его форсировать последнюю.
Произведен в хорунжие 21 апреля 1916 года, в сотники — 6 июня 1917 года.
В Гражданскую войну участвовал в Белом движении на Юге России. Летом 1918 года с группой офицеров и казаков Баталпашинского отдела присоединился к отряду полковника Шкуро, был назначен командиром полка. Летом 1920 года — командир бригады в партизанских отрядах генерала Фостикова на Кубани, по прибытии в Русскую армию — войсковой старшина 2-го Хоперского казачьего полка. Награждён орденом Св. Николая Чудотворца. Эвакуировался из Крыма на остров Лемнос.
В эмиграции в Югославии, служил в пограничной страже. Осенью 1925 года — в составе 1-го Сводно-Кубанского казачьего полка. Затем работал техником-испытателем на авиационном заводе в Кральево. Атаман Кральевской станицы, полковник. В годы Второй мировой войны служил в Русском корпусе: на 1 мая 1942 года — командир взвода 8-й сотни 2-го батальона 1-го полка (в чине лейтенанта). В 1950 году переехал в Бельгию, где заведовал домом Русского Красного Креста. Был избран атаманом местной кубанской станицы и назначен представителем кубанского войскового атамана Б. И. Ткачева. Оставил воспоминания о Первой мировой и Гражданской войнах.
Последние годы жизни провел в старческом доме в Брюсселе. Скончался в 1974 году.

## Награды
- Георгиевский крест 4-й ст. (№ 214462)
- Георгиевский крест 3-й ст. (№ 34303)
- Орден Святого Станислава 3-й ст. с мечами и бантом (ВП 18.12.1916)
- Орден Святителя Николая Чудотворца (Приказ Главнокомандующего № 501, 31 октября 1921)